# Música Secreta
Música Secreta: Minha Viagem ao Brasil - 1816-1821 é um livro escrito pela cravista e pesquisadora brasileira Rosana Lanzelotte e publicado em 2009, sobre a vida e a obra do compositor austríaco Sigismund von Neukomm, durante os cinco anos de sua permanência no Brasil. É o primeiro livro brasileiro dedicado ao compositor.[carece de fontes?]